# Al-Mu’tazz
Abū ʿAbd Allāh Muḥammad ibn Jaʿfar ibn Muḥammad ibn Hārūn al-Muʿtazz bi-ʾLlāh (arab. ‏أبو عبد الله محمد بن جعفر‎), znany lepiej pod tytułem królewskim al-Muʿtazz bi-ʾLlāh (arab. ‏المعتز بالله‎, Ten, którego Bóg umacnia) (ur. 847 w Sammarrze, zm. 16 lipca 869 tamże) – trzynasty kalif Abbasydów.

## Historia
Al-Muʿtazz bi-ʾLlāh został mianowany kalifem przez wojska tureckie w Samarze w 865 roku, kiedy kalif Al-Musta’in (862–866) uciekł do Bagdadu, aby uciec przed wpływami tureckimi. Po tym, jak wojska tureckie zmusiły al-Musta’ina do poddania się i abdykacji, al-Muʿtazz został 26 stycznia 866 roku powszechnie uznany za nowego kalifa. Później, pomimo zapewnień bezpieczeństwa, kazał zamordować swojego poprzednika.
Jednak al-Mu’tazz mógł polegać jedynie na wojskach tureckich w swoich rządach, ponieważ Tahirydzi w Chorassan i Arabowie wspierali al-Musta’ina podczas wojny domowej. Aby zmniejszyć tę silną zależność od Turków, próbował skłócić tureckich dowódców ze sobą. Stracił jednak reputację i autorytet.
Odkąd gubernatorzy prowincji uzyskali autonomię, a nawet niepodległość w wyniku walk o władzę w Samarze (patrz: Tulunidzi), sytuacja finansowa al-Muʿtazz pogorszyła się. Kiedy żądania zapłaty wojsk tureckich nie mogły już być spełnione, al-Mu’tazz został obalony i zabity w lipcu lub sierpniu 869 roku. Tureckie wojsko wyznaczyło Al-Muhtadiego (869–870) na jego następcę.

## Życie prywatne
Al Mu’tazz urodził się w 847 roku w mieście Samarra. Jego ojcem był Al-Mutawakkil, dziesiąty kalif z dynastii Abbasydów, a matką ulubiona niewolnica ojca, konkubina Qahiba. Al-Mu’tazz był w dwóch związkach małżeńskich. Jego pierwszą żoną była Fāṭima bint al-Faṭh ibn Chāqān, z którą dorobił się jednego dziecka, Abdallah ibn al-Mu’tazz. Drugą żoną Al-Mu’tazza była Hassana al-Badawiyya.